# Gurnee (Illinois)
Gurnee es una villa ubicada en el condado de Lake en el estado estadounidense de Illinois. En el Censo de 2010 tenía una población de 31 295 habitantes y una densidad poblacional de 890,23 personas por km².

## Geografía
Gurnee se encuentra ubicada en las coordenadas 42°22′12″N 87°56′15″O / 42.37000, -87.93750. Según la Oficina del Censo de los Estados Unidos, Gurnee tiene una superficie total de 35,15 km², de la cual 34,96 km² corresponden a tierra firme y (0,56%) 0,2 km² es agua.

## Demografía
Según el censo de 2010, había 31 295 personas residiendo en Gurnee. La densidad de población era de 890,23 hab./km². De los 31 295 habitantes, Gurnee estaba compuesto por el 73,25% blancos, el 7,81% eran afroamericanos, el 0,3% eran amerindios, el 11,58% eran asiáticos, el 0,04% eran isleños del Pacífico, el 3,85% eran de otras razas y el 3,16% pertenecían a dos o más razas. Del total de la población el 11,71% eran hispanos o latinos de cualquier raza.